# Poecilochroa hungarica
Poecilochroa hungarica är en spindelart som beskrevs av Gábor von Kolosváry 1934. Poecilochroa hungarica ingår i släktet Poecilochroa och familjen plattbuksspindlar.
Artens utbredningsområde är Ungern. Inga underarter finns listade i Catalogue of Life.